# اریک برون
اریک برون (انگلیسی: Erik Bruhn; ۳ اکتبر ۱۹۲۸ – ۱ آوریل ۱۹۸۶) طراح رقص، بالرین، و هنرپیشه اهل دانمارک بود. وی بین سال‌های ۱۹۴۷ تا ۱۹۸۶ میلادی فعالیت می‌کرد.
از فیلم‌ها یا برنامه‌های تلویزیونی که وی در آن نقش داشته‌است می‌توان به هانس کریستین اندرسن اشاره کرد.